# Terebra vinosa
Terebra vinosa är en snäckart som beskrevs av Dall 1889. Terebra vinosa ingår i släktet Terebra och familjen Terebridae. Inga underarter finns listade i Catalogue of Life.